# Distrito Escolar de Pascagoula
El Distrito Escolar de Pascagoula (Pascagoula School District, PSD) es un distrito escolar de Misisipi. Tiene su sede en Pascagoula. El consejo escolar tiene un presidente, cuatro miembros, y un abogado del consejo.

## Escuelas
Escuelas preparatorias:
- Gautier High School
- Pascagoula High School